# Crypthelia robusta
Crypthelia robusta is een hydroïdpoliep uit de familie Stylasteridae. De poliep komt uit het geslacht Crypthelia. Crypthelia robusta werd in 1991 voor het eerst wetenschappelijk beschreven door Cairns. 